# پرویزخانلو (خداآفرین)
پرویزخانلو یکی از روستاهای استان آذربایجان شرقی است که در دهستان گرمادوز بخش گرمادوز شهرستان خداآفرین واقع شده‌است.